# 张瑞昌
张瑞昌，男，浙江宁波人，现任微软大中华区首席技术官（CTO）兼任公共事业部总经理。在微软公司主要负责微软在大中华区的政府及教育业务，政府和教育合作，并负责技术策略。

## 生平
早年毕业于美国纽约大学，获得博士学位。
曾担任美国朗讯公司中国客户和市场拓展部高级副总裁，并并曾担任朗讯公司亚太地区副总裁，总负责公司战略和业务拓展。曾就职于美国AT&T公司（即美国电话电报公司），担任公司台湾区域总裁和AT&T公司合资公司总裁。曾在美国贝尔实验室从事研究开发工作长达15年。曾就职于美国高通公司，担任副总裁，主要主持和负责公司在中国的无线网络服务业务。